# Jasuhito Suzuki
Jasuhito Suzuki (japonsko 鈴木 康仁), japonski nogometaš, * 19. december 1959.
Za japonsko reprezentanco je odigral štiri uradne tekme.